# 津岡翔太郎
津岡 翔太郎（つおか しょうたろう、1996年3月22日 - ）は、日本のラグビー選手。

## プロフィール
- 福岡県福岡市出身[1]。
- ポジションはウィング(WTB）
- 身長 182cm、体重 86kg
- ニックネームはしょうたろう、つー。
- 7人制日本代表に選ばれたことがある[2]。

## 来歴
2011年、福岡市立城南中学校卒業。
2014年、佐賀工業高校卒業後、帝京大学に入る。
2018年、帝京大学卒業後、コカ・コーラレッドスパークスに加入。同年9月1日に行われたジャパンラグビートップリーグ第1節のヤマハ発動機ジュビロ戦にて先発出場で公式戦初出場を果たす。
2019年、7月　7人制ラグビーユニバーシアード日本代表として金メダルを獲得
2021年、東京五輪の7人制日本代表バックアップメンバーに選ばれた。
2022年、コカ・コーラレッドスパークスが解散。引き続きコカ・コーラ ボトラーズジャパンに所属。日本ラグビーフットボール協会にも所属。
2024年、パリ2024五輪に7人制ラグビー日本代表で出場。